# Ekalluk River
Ekalluk River är ett vattendrag i Kanada.   Det ligger i territoriet Nunavut, i den norra delen av landet, 3 200 km nordväst om huvudstaden Ottawa.
Trakten runt Ekalluk River består i huvudsak av gräsmarker. Trakten runt Ekalluk River är nära nog obefolkad, med mindre än två invånare per kvadratkilometer.